# Црква Светог оца Николаја Мирликијског Чудотворца у Градњи
Црква Светог оца Николаја Мирликијског Чудотворца у Градњи, насељеном месту на територији града Врања, православни је храм који припада Епархији врањској Српске православне цркве.
Црква посвећена Светом оцу Николају Мирликијском Чудотворцу изграђена је према натпису: Овај храм Светог Николе подиже народ из Пољанице 1832. Обновљен је и освећен 18. октобра 1892. од епископа нишког г. Григорија.
У порти цркве налази се и звоник на коме стоји натпис: Израдио Јанковић Милош 1930. из Градње. Иконостас има 38 икона, а изнад њега је крст са Распећем, који потиче с краја 19. века.
Црква је у потпуности обновљена 2016. године.